# Georges Wilson (kunstschilder)
Georges Wilson (Brussel, 1850 – Elsene, 1931) was een Belgisch kunstschilder en graficus van het realisme.
Over deze kunstenaar is weinig geweten. Waar hij zijn opleiding ontving is onduidelijk.
Hij schilderde landschappen, portretten en stadstaferelen in olieverf en aquarel. Maar zijn schilderij "Le Musicien ambulant" veroorzaakte ophef in 1875 omdat de lelijkheid van het onderwerp tegen de borst stoot van het publiek en de kunstcritici.
In 1875 werd hij lid van de Brusselse kunstenaarsvereniging La Chrysalide.

## Tentoonstellingen
- Salon 1873, Antwerpen
- Salon Cercle Artistique 1876, Brussel: "Rondtrekkende muzikant"
- Salon La Chrysalide 1876, Brussel
- Salon 1876, Antwerpen
- Salon 1876, Luik
- Salon La Chrysalide 1877, Brussel
- Salon La Chrysalide 1878, Brussel
- Salon La Chrysalide 1881, Brussel

Er hangt een schilderij van hem in het stadhuis van Sint-Gillis/Brussel.